# Pierrecourt (Haute-Saône)

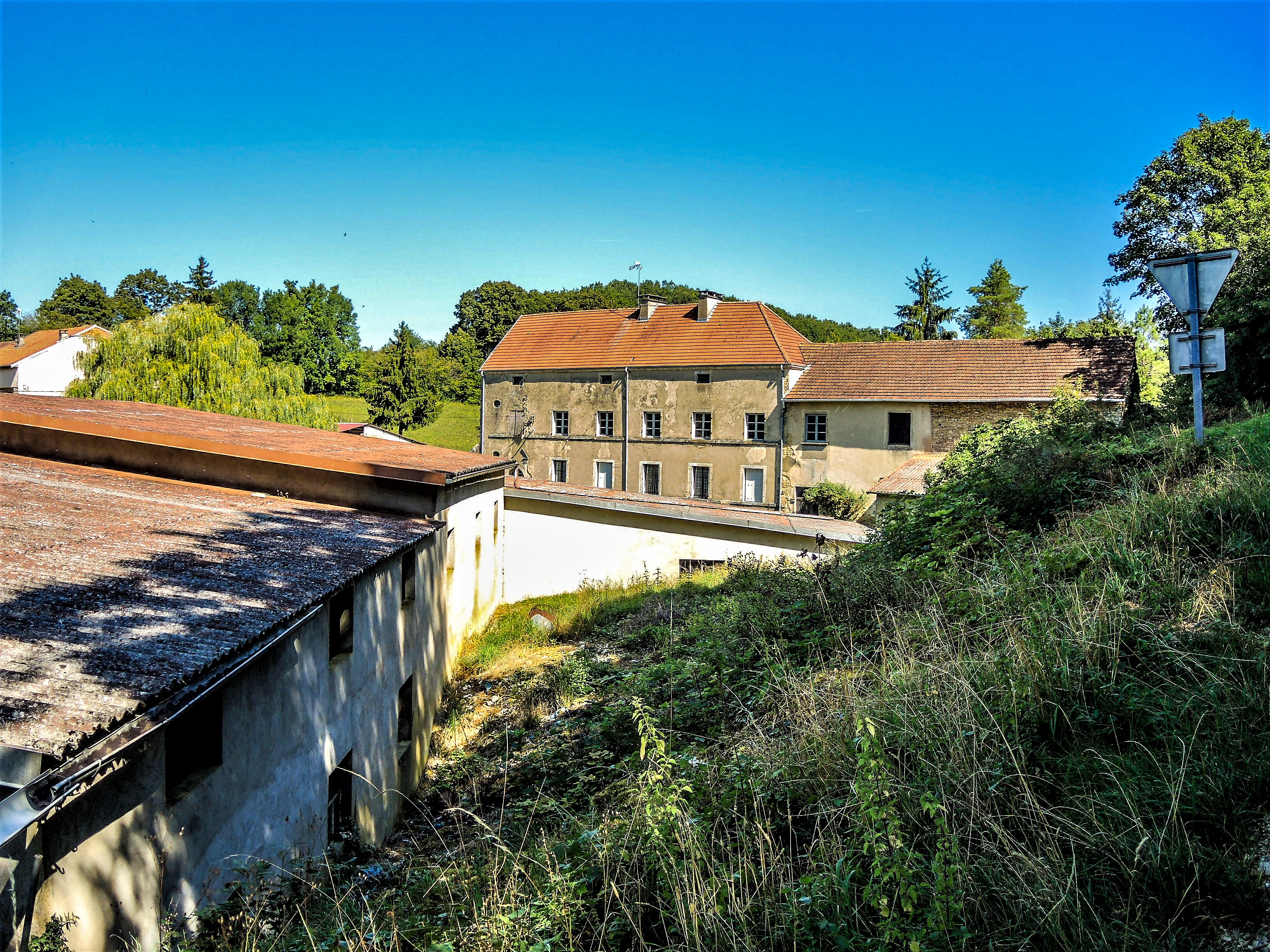
Ehemalige Kommandantur Saint-Antoine d'Aumonières

Pierrecourt ist eine Gemeinde im französischen Département Haute-Saône in der Region Bourgogne-Franche-Comté.

## Geographie
Pierrecourt liegt auf einer Höhe von 278 m über dem Meeresspiegel, sieben Kilometer nordöstlich von Champlitte und etwa 56 Kilometer nordwestlich der Stadt Besançon (Luftlinie). Das Dorf erstreckt sich im Westen des Départements, in der Plateaulandschaft zwischen den Tälern von Salon und Vannon, nordwestlich des Saônetals.
Die Fläche des 15,60 km² großen Gemeindegebiets umfasst einen Abschnitt im Bereich der leicht gewellten Landschaft nördlich des Saônetals. Die Plateaulandschaft liegt durchschnittlich auf 280 m und weist mehrere Mulden und Senken auf, darunter die Combe d'Ambresse westlich des Dorfes, die topographisch zum Einzugsgebiet des Salon gehört. Die Hochfläche besteht aus einer Wechsellagerung von kalkigen und sandig-mergeligen Sedimenten der mittleren und oberen Jurazeit. Auf dem Plateau herrscht landwirtschaftliche Nutzung vor, doch gibt es auch größere Waldflächen, insbesondere entlang der Gemeindegrenzen. Nach Süden erstreckt sich das Gemeindeareal in den Bois de Groslières, nach Westen zum Bois de la Belle Voie (323 m) und nach Norden bis zum Trembloy (314 m). Im Osten bilden die Waldhöhen des Mont Aubert mit dem Bois de l'Hospice (bis 360 m) die Abgrenzung. Nordöstlich des Dorfes befindet sich die Anhöhe von Saint-Martin, auf der mit 362 m die höchste Erhebung von Pierrecourt erreicht wird. Auf dem gesamten Gebiet gibt es keine oberirdischen Fließgewässer, weil das Niederschlagswasser im verkarsteten Untergrund versickert.
Zu Pierrecourt gehören neben mehreren Gehöften zwei Weiler, nämlich:
- Aumônières (262 m) im Tal der Combe Rouge
- Saint-Martin (362 m) auf der gleichnamigen Anhöhe

Nachbargemeinden von Pierrecourt sind Argillières im Norden, Fouvent-Saint-Andoche und Larret im Osten, Courtesoult-et-Gatey im Süden sowie Champlitte im Westen.

## Geschichte
Durch das Gemeindegebiet führte der römische Verkehrsweg von Besançon nach Langres. Funde von römischen Mauerfundamenten, Münzen und Gräbern im 19. Jahrhundert weisen auf eine frühe Besiedlung des Gebietes hin.
Ältester neuzeitlicher Siedlungspunkt der Umgebung bildet Aumônières. Hier gründeten die Chorherren von Saint-Antoine um 1095 eine Kommende. Pierrecourt wird als Petrecuria, Pirrecort und Pierrecort erwähnt. Der Ortsname leitet sich vom lateinischen Personennamen Petrus und dem Wort cortem (Hof) ab. Im Mittelalter gehörte Pierrecourt zur Freigrafschaft Burgund und darin zum Gebiet des Bailliage d’Amont. Die lokale Herrschaft hatten die Herren von Fouvent bis 1228 inne, als das Gebiet durch Heirat an die Familie Vergy und damit an die Herrschaften Autrey und Champlitte überging. Der Ort wurde 1569 von Truppen des Herzogs von Zweibrücken geplündert und gebrandschatzt. Auch während des Dreißigjährigen Krieges wurde Pierrecourt 1636 stark in Mitleidenschaft gezogen. Um 1650 wurde der Ort an seiner heutigen Stelle wieder aufgebaut. Zusammen mit der Franche-Comté gelangte Pierrecourt mit dem Frieden von Nimwegen 1678 definitiv an Frankreich. Heute ist Pierrecourt Mitglied des 42 Ortschaften umfassenden Gemeindeverbandes Communauté de communes des Quatre Rivières.

## Sehenswürdigkeiten
Die Kirche Saint-Martin zeigt Bauteile aus verschiedenen Epochen. Die ältesten Teile, insbesondere die gotischen Seitenkapellen stammen aus dem 14. Jahrhundert, während das Schiff im 18. Jahrhundert neu erbaut wurde. Die Kirche besitzt einen beachtenswerten Hochaltar aus Marmor. Vom ehemaligen Hospital und der Kapelle (15. Jahrhundert) der Kommende Aumônières sind Ruinen erhalten.

## Bevölkerung
| Jahr                       | 1962 | 1968 | 1975 | 1982 | 1990 | 1999 | 2006 |
| Einwohner                  | 194  | 171  | 149  | 145  | 141  | 134  | 132  |
| Quellen: Cassini und INSEE |      |      |      |      |      |      |      |

Mit 132 Einwohnern (2007) gehört Pierrecourt zu den kleinsten Gemeinden des Département Haute-Saône. Während des gesamten 20. Jahrhunderts nahm die Einwohnerzahl kontinuierlich ab (1881 wurden noch 427 Personen gezählt).

## Wirtschaft und Infrastruktur
Pierrecourt ist noch heute ein vorwiegend durch die Landwirtschaft (Ackerbau, Obstbau und Viehzucht) und die Forstwirtschaft geprägtes Dorf. Außerhalb des primären Sektors gibt es nur wenige Arbeitsplätze im Ort. Einige Erwerbstätige sind auch Wegpendler, die in den größeren Ortschaften der Umgebung ihrer Arbeit nachgehen.
Die Ortschaft liegt abseits der größeren Durchgangsachsen an einer Departementsstraße, die von Vaite nach Chassigny führt. Weitere Straßenverbindungen bestehen mit Champlitte und Argillières.